# Blue Springs (Alabama)
Blue Springs város az USA Alabama államában, Barbour megyében. Lakosainak száma 84 fő (2020. április 1.).

## Népesség
A település népességének változása:

| 2010 | 96 |
| 2020 | 84 |